# رقص با ستارگان

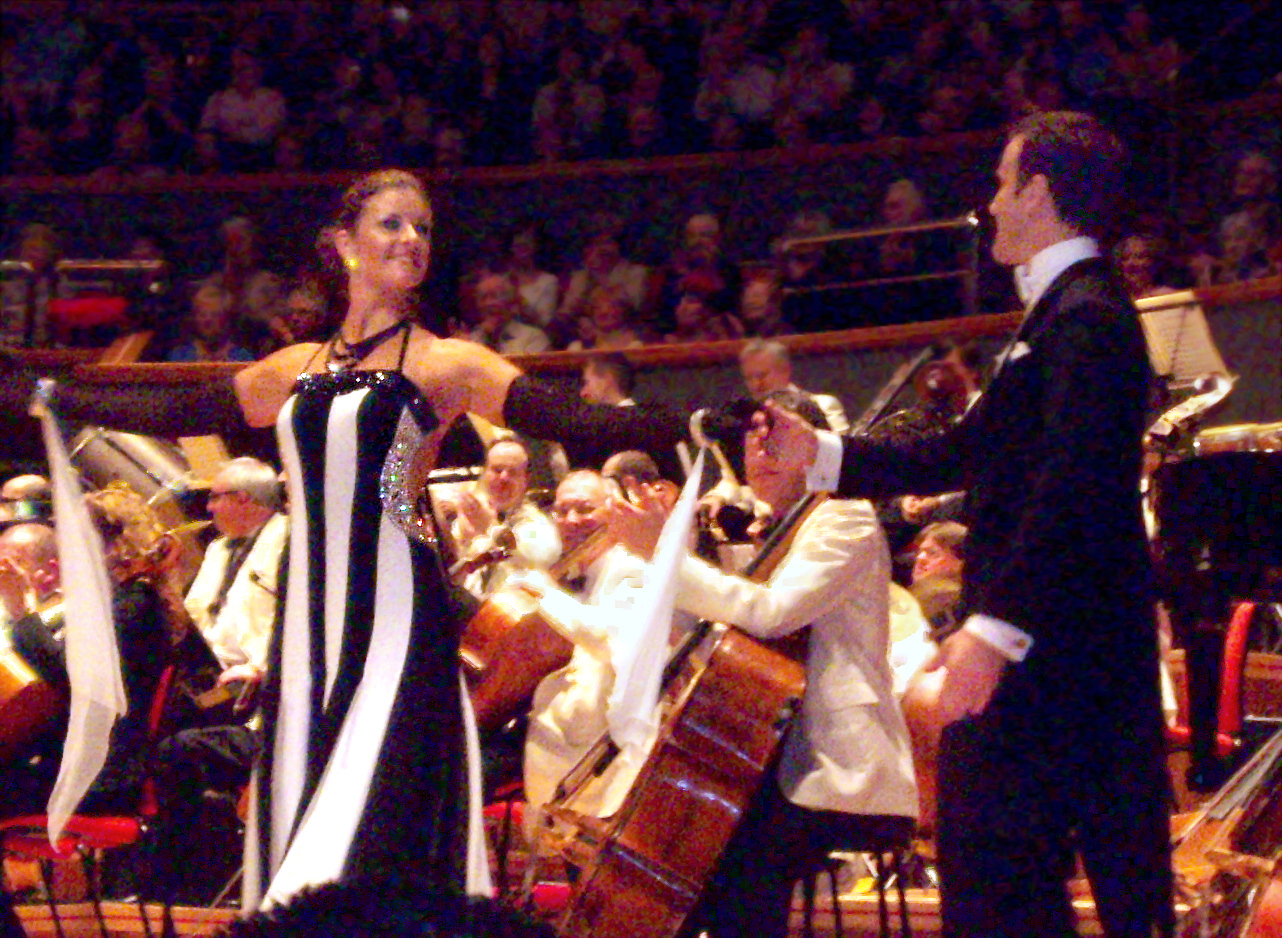

رقص با ستارگان (به انگلیسی: Dancing With the Stars) یکی از برنامه‌های تلویزیونی آمریکا است که در آمریکا از کانال ای‌بی‌سی و در کانادا از کانال CTV پخش می‌شود. مجری این برنامه تام برجرون می‌باشد و کمک مجری این برنامه در طول فصل‌های مختلف شو متفاوت بوده است. در حال حاضر کمک مجری بروک برک می‌باشد.
در این برنامه افراد مشهور در زمینه‌های متفاوت، از جمله، ورزش، مد، سینما و... با رقصنده‌های حرفه‌ای در طول هفته برای اجرای برنامه‌شان تمرین می‌کنند؛ و این برنامه دوشب هر دوشنبه و سه شنبه شب به‌طور مستقیم اجرا می‌شود. شرکت کنندگان دوشنبه شب در مقابل سه قاضی رقص خود را اجرا می‌کنند. قاضی‌ها ی برنامه امتیازی به آنها می‌دهند ولی حذف آنها توسط رأی مردم صورت می‌گیرد.

## فصل‌ها
| Season                    | # of Stars | # of Weeks | Season Premiere Date | Season Finale Date | Celebrity Honor Places          | Celebrity Honor Places                     | Celebrity Honor Places                      |
| ------------------------- | ---------- | ---------- | -------------------- | ------------------ | ------------------------------- | ------------------------------------------ | ------------------------------------------- |
| Season                    | # of Stars | # of Weeks | Season Premiere Date | Season Finale Date | برنده                           | رتبه دوم                                   | رتبه سوم                                    |
| 1 – Summer 2005           | ۶          | ۷          | June 1، ۲۰۰۵         | July 6، ۲۰۰۵       | کلی موناکو & الک مازو           | جان اوهرلی & شارلوت جنسن                   | جویی مک اینتیر & اشلی دلگروسو               |
| 2 – Winter 2006           | ۱۰         | ۸          | January 5، ۲۰۰۶      | February 24، ۲۰۰۶  | درو لیچی & شریل بروک            | جری رایس & آنا تیریبانسکایا                | استیسی کیبلر & تونی دولانی                  |
| 3 – Autumn 2006           | ۱۱         | ۱۰         | September 12، ۲۰۰۶   | November 15، ۲۰۰۶  | امیت اسمیت & شریل بروک          | ماریا لوپز & کارینا اسمیرناف               | جویی لورنس & ادیتا اسلیوینسکا               |
| 4 – Spring 2007           | ۱۱         | ۱۰         | March 19، ۲۰۰۷       | May 22، ۲۰۰۷       | آپولو آنتن & جولیان هاف         | جوی فاتونه & کیم جانسون                    | لیلا علی & مکسیم شیمکاوسکی                  |
| 5 – Autumn 2007           | ۱۲         | ۱۰         | September 24، ۲۰۰۷   | November 27، ۲۰۰۷  | هلیو کسترونیوز & جولیان هاف     | ملانی براون & ماکسیم الکزندروویچ چمرکووسکی | Marie Osmond & Jonathan Roberts             |
| 6 – Spring 2008           | ۱۲         | ۱۰         | March 17، ۲۰۰۸       | May 20، ۲۰۰۸       | کریستی یاماگوچی & Mark Ballas   | Jason Taylor & ادیتا شلیوینسکا             | کریستیان د لا فوئنته & Cheryl Burke         |
| 7 – Autumn 2008           | ۱۳         | ۱۰         | September 22، ۲۰۰۸   | November 25، ۲۰۰۸  | بروک برک & درک هاف              | Warren Sapp & Kym Johnson                  | لنس بس & Lacey Schwimmer                    |
| 8 – Spring 2009           | ۱۳         | ۱۱         | March 9، ۲۰۰۹        | May 19، ۲۰۰۹       | شان جانسون & Mark Ballas        | گیلز مارینی & Cheryl Burke                 | Melissa Rycroft & Tony Dovolani             |
| 9 – Autumn 2009           | ۱۶         | ۱۰         | September 21، ۲۰۰۹   | November 24، ۲۰۰۹  | دنی آزمند & Kym Johnson         | میا هریسون & Dmitry Chaplin                | کلی آزبورن & Louis Van Amstel               |
| 10 – Spring 2010          | ۱۱         | ۱۰         | March 22، ۲۰۱۰       | May 25، ۲۰۱۰       | نیکول شرزینگر & درک هاف         | Evan Lysacek & Anna Trebunskaya            | Erin Andrews & ماکسیم الکزندروویچ چمرکووسکی |
| 11 – Autumn 2010          | ۱۲         | ۱۰         | September 20، ۲۰۱۰   | November 23، ۲۰۱۰  | جنیفر گری & درک هاف             | Kyle Massey & Lacey Schwimmer              | Bristol Palin & Mark Ballas                 |
| 12 – Spring 2011          | ۱۱         | ۱۰         | March 21، ۲۰۱۱       | May 24، ۲۰۱۱       | Hines Ward & Kym Johnson        | کریستی آلی & ماکسیم الکزندروویچ چمرکووسکی  | چلسی کین & Mark Ballas                      |
| 13 – Autumn 2011          | ۱۲         | ۱۰         | September 19، ۲۰۱۱   | November 22، ۲۰۱۱  | J.R. Martinez & Karina Smirnoff | راب کارداشیان & Cheryl Burke               | ریکی لیک & درک هاف                          |
| 14 – Spring 2012          | ۱۲         | ۱۰         | March 19، ۲۰۱۲       | May 22، ۲۰۱۲       | TBD                             | TBD                                        | TBD                                         |
| 15: All-Stars - Fall 2012 | TBA        | TBA        | TBA                  | TBA                | TBD                             | TBD                                        | TBD                                         |